# Thalassophryne montevidensis
Thalassophryne montevidensis är en fiskart som först beskrevs av Berg, 1893.  Thalassophryne montevidensis ingår i släktet Thalassophryne och familjen paddfiskar. Inga underarter finns listade i Catalogue of Life.